# Regering-Pierlot VI
De regering-Pierlot VI (26 september 1944 - 16 november 1944) was de eerste Belgische regering van nationale eenheid na de Tweede Wereldoorlog. Het was een coalitie van de Katholieke Unie (73 zetels), de |BSP (64 zetels), de Liberale Partij (33 zetels) en de KPB (9 zetels).
De regering volgde de regering-Pierlot V op en werd opgevolgd door de  regering-Pierlot VII. Dit was de eerste regering waarin de communisten werden vertegenwoordigd. 

## Samenstelling
De regering telde 19 ministers: 7 voor de katholieken, 5 voor de socialisten, 3 voor de liberalen en 3 voor de communisten. Daarnaast was er 1 expert in de regering. 
| Ambtsbekleder | Ambtsbekleder | Ambtsbekleder                               | Functie                                            | Partij                        |
| ------------- | ------------- | ------------------------------------------- | -------------------------------------------------- | ----------------------------- |
|               |               | Hubert Pierlot (1883-1965)                  | Eerste Minister                                    | Katholiek Blok                |
|               |               | Paul-Henri Spaak (1899-1972)                | Minister Buitenlandse Zaken en Buitenlandse Handel | PSB-BSP                       |
|               |               | Maurice Verbaet (1883-1957)                 | Minister Justitie                                  | extraparlementair (katholiek) |
|               |               | Edmond Ronse (1889-1960)                    | Minister Binnenlandse Zaken                        | Katholiek Blok                |
|               |               | Albert Marteaux (1886-1949)                 | Minister Volksgezondheid                           | KPB-PCB                       |
|               |               | Victor de Laveleye (1894-1945)              | Minister Openbaar Onderwijs                        | Liberale Partij               |
|               |               | Camille Gutt (1884-1971)                    | Minister Financiën                                 | extraparlementair             |
|               |               | Henri de la Barre d'Erquelinnes (1885-1961) | Minister Landbouw                                  | Katholiek Blok                |
|               |               | Herman Vos (1889-1952)                      | Minister Openbare Werken                           | BSP-PSB                       |
|               |               | Jules Delruelle (1900-1980)                 | Minister Economische Zaken                         | extraparlementair (liberaal)  |
|               |               | Achiel Van Acker (1898-1975)                | Minister Arbeid en Sociale Voorzorg                | BSP-PSB                       |
|               |               | Ernest Rongvaux (1881-1964)                 | Minister Verkeerswezen                             | extraparlementair (PSB-BSP)   |
|               |               | Fernand Demets (1884-1952)                  | Minister Landsverdediging                          | Liberale Partij               |
|               |               | Albert de Vleeschauwer (1897-1971)          | Minister Koloniën                                  | Katholiek Blok                |
|               |               | Léon Delsinne (1882-1971)                   | Minister Ravitaillering                            | extraparlementair (PSB-BSP)   |
|               |               | August De Schryver (1898-1991)              | Lid van de Ministerraad                            | Katholiek Blok                |
|               |               | Charles De Visscher (1884-1973)             | Minister zonder Portefeuille                       | extraparlementair (katholiek) |
|               |               | Raymond Dispy (1903-1980)                   | Minister zonder Portefeuille                       | extraparlementair (KPB-PCB)   |
|               |               | Fernand Demany (1904-1977)                  | Minister zonder Portefeuille                       | extraparlementair (KPB-PCB)   |